# Os Lusitanos Futebol Clube Santa Cruz
Os Lusitanos Futebol Clube Santa Cruz é um clube português localizado na freguesia de Santa Cruz do Bispo, concelho de Matosinhos, distrito do Porto. O clube foi fundado em 1 de Janeiro de 1972 e o seu atual presidente é Américo Sousa Gonçalves. Os seus jogos em casa são disputados no Parque de Jogos Domingos Soares Lopes.
A equipa de futebol sénior participa, na época de 2012/13, na 2ª Divisão da Associação de Futebol do Porto Série 1, tendo realizado um jogo de apuramento para o melhor 3º classificado da 2ª Divisão da Associação de Futebol do Porto e levado de vencido o Caíde Rei, num jogo realizado no passado dia 1 de Junho em que a equipa de Santa Cruz levou de vencida o seu adversário por 2-1.
Em 2024/25 disputa a Divisão Honra AF Porto.